# Stelle principali della costellazione di Perseo
Segue un prospetto delle stelle principali della costellazione di Perseo, elencate per magnitudine decrescente.